# Circuit de la Vallée de l'Aa
Le Circuit de la Vallée de l'Aa Arrageois à Wizernes est une course cycliste française, organisée de 1925 à 1991 à Wizernes dans le Pas-de-Calais.

## Palmarès
| Année     | Vainqueur           | Deuxième              | Troisième                 |
| --------- | ------------------- | --------------------- | ------------------------- |
| 1925      | Hubert Facchinetti  | Jules Nempon          | Donat Milon               |
| 1926      | Robert Delangre     | Donat Milon           | Henri Deconinck           |
| 1927      | Marceau Cailly      | Marceau Danel         | André Vanderdonckt        |
| 1928      | Rémi Decroix        | Maurice Desmaretz     | Marcel Radenne            |
| 1929      | Julien Grujon       | Lucien Massemin       | Rémi Decroix              |
| 1930      | Henri Deudon        | Remi Verschaete       | Julien Grujon             |
| 1931      | Julien Grujon       | Sylvère Maes          | Marceau Pattyn            |
| 1932      | Raymond Debruyckere | Wladislas Banaszak    | Marcel Gamberoni          |
| 1933      | Julien Grujon       | Rémi Decroix          | Wladislas Banaszak        |
| 1934      | Albert Barthélémy   | Julien Legrand        | Léon Theerlynck           |
| 1935      | Valère Hespel       | Albert Beckaert       | Gaston Denijs             |
| 1936      | Albert Beckaert     | Robert Culnaert       | Alfred Haccard            |
| 1937      | Jules Pyncket       | Antoine Wittek        | Robert Culnaert           |
| 1938      | Lucien Storme       | César Marcelak        | Jules Pyncket             |
| 1939      | Michel Catteeuw     | Albert Woets          | Jules Pyncket             |
| 1940-1944 | Pas organisé        |                       |                           |
| 1945      | Édouard Delforge    | Émile Roche           | Jean Pétain               |
| 1946      | Eugène Dupuis       | André de Dyn          | Gustave Imbert            |
| 1947      | Lucien Lenglet      | Albert Demol          | Alphonse De Vreese        |
| 1948      | Jean Polazek        | Eugène Dupuis         | Paul Codevelle            |
| 1949      | Fernand Delvallée   | Édouard Klabinski     | Élie Blasigh              |
| 1950      | César Marcelak      | Élie Blasigh          | Maurice Thobois           |
| 1951      | Élie Blasigh        | Bertin Dubois         | Maurice Thobois           |
| 1952      | Joseph Fiat         | Raymond Courdain      | Oscar Venturella          |
| 1953      | Pierre Pardoën      | Bruno Comini          | Oscar Venturella          |
| 1954      | Louis Déprez        | Camille Huyghe        | Willy Jacob               |
| 1955      | Pierre Everaert     | Norbert Mollet        | Jacques Van Sterteghem    |
| 1956      | Pierre Everaert     | Erio Plassa           | Louis Laversin            |
| 1957      | Jean-Louis Levêque  | Jacques Allot         | Louis Voitier             |
| 1958      | Jean-Louis Levêque  | Louis Déprez          | Louis Bodart              |
| 1959      | Louis Voitier       | Maurice Munter        | Pierre Malhaize           |
| 1960      | Maurice Munter      | Albert Platel         | Carlo Borrin              |
| 1961      | Louis Voitier       | Juan García Such      | Louis Déprez              |
| 1962      | Louis Voitier       | Claude Rigaut         | Jean-Marie Poppe          |
| 1963      | Clotaire Biausque   | Jean Gosselin         | Jean-Marie Poppe          |
| 1964      | Claude Senicourt    | Paul Ehrlich          | Jean-Pierre Chtiej        |
| 1965      | Norbert Maytas      | Élie Lefranc          | Marcel Seynaeve           |
| 1966      | Élie Lefranc        | José Catieau          | Claude Senicourt          |
| 1967      | Jacky Huiart        | André Mollet          | Alain Vasseur             |
| 1968      | Marcel Revillon     | Norbert Maytas        | Jean-Claude Coyot         |
| 1969      | Robert Duponchel    | Alain Molmy           | Serge Bouche              |
| 1970      | Bernard Delaurier   | Serge Bouche          | Roger Milliot             |
| 1971      | Roger Milliot       | René Bleuze           | René Quesnel              |
| 1972      | Alain Vercoutre     | Éric Revez            | Alain Molmy               |
| 1973      | Éric Lalouette      | Patrick Deldique      | Jean-Louis Fasquel        |
| 1974      | Patrick Boulet      | René Bleuze           | Alain Molmy               |
| 1975      | Alain Molmy         | Éric Revez            | Serge Dhont               |
| 1976      | Alain Molmy         | Dominique Tommes      | D. Trainaud               |
| 1977      | Serge Dhont         | Didier Vanoverschelde | Michel Demeyre            |
| 1978      | Alain Molmy         | Jean-Michel Avril     | Christian Lucas           |
| 1979      | Luc Février         | Christian Sobota      | Jean-Claude Vangrevelinge |
| 1980      | Gilles Lorgnier     | Marc Plumyoen         | Bernard Barez             |
| 1981      | André Trache        | Dominique Dezègue     | Alain Deloeuil            |
| 1982      | Bruno Wojtinek      | Alain Deloeuil        | Philippe Delaurier        |
| 1983      | Jacques Dutailly    | Michel Cornelise      | Yan Manson                |
| 1984      | Jack Arvid Olsen    | Christian Sobota      | Mario Degouge             |
| 1985      | Christian Sobota    | Bernard Vermoote      | Fabrice Debrabant         |
| 1986      | Philippe Goubin     | Pascal Potié (de)     | Alain Molmy               |
| 1987      | Pas organisé        |                       |                           |
| 1988      | Roland Éloi         | C. Marchelek          | Thierry Henquez           |
| 1989      | Emmanuel Dewez      | Laurent Desbiens      | E. Delvaert               |
| 1990      | Cédric Vasseur      | David Derique         | Rodolfo Meneghetti        |
| 1991      | Frédéric Revillon   | P. Descharles         | P. Berteloot              |